# المرأة والجنس
المرأة والجنس هو كتاب للروائية والكاتبة المصرية نوال السعداوي، وقد حقق نجاحا كبيرا، حيث أُصدرت الطبعة الرابعة منه سنة 1990. تتناول فيه السعداوي أحد المواضيع المحرمة نسبيا في العالم العربي ألا وهي المرأة وعلاقتها بالجنس.

## خلاصة الكتاب
يبدأ الكتاب بمقدمة الدكتورة نوال السعداوي حيث تتحدث فيها عن فتاة شابة زارتها صبيحة يوم ما داخل عيادتها رفقة رجل مكفهر الوجه، من أجل إجراء فحوصات للتأكد من عذريتها حسب ما أكده ذلك الرجل، وبعد إجراء الفحوصات اللازمة تأكدت الدكتورة أنها لا زالت عذراء رغم الليلة التي قضتها مع ذلك الرجل الذي تبين أنه زوجها، وأن سبب عدم ظهور بقع الدم هو غشاء بكارتها الذي كان سميكا، ولا يتمزق إلا عند أول ولادة.
بعد ذلك تتطرق الكاتبة للحديث عن جسد المرأة وخاصة أعضائها التناسلية التي حكم عليها المجتمع بالبرود على حد قولها، مضيفة أن العلاقة الجنسية لطالما ارتبطت في الأذهان بالإثم والخطيئة والنجاسة وغير ذلك، مشيرة في الوقت نفسه إلى أن الجهل لعب دورا أساسيا وكبيرا في كل هذا، حيث ذكرت أن مجموعة من الرجال أصبحوا يجهلون عنه الكثير، مضيفة أن الجهل لا يعني غياب المعلومات، لكن هناك ترويج لمعلومات خاطئة وهذا أشد أنواع الجهل ومن الأفضل للإنسان أن يواجه الحياة بلا معلومات على الإطلاق من أن يواجهها بمعلومات خاطئة تفسد فطرته وذكاءه الطبيعي.
بعد ذلك تنتقل الكاتبة لتفسير معنى العذرية، حيث أكدت على أن الكثير من الناس يجهلون ذلك الشيء المسمى بغشاء البكارة، معتقدين أن أي فتاة يجب أن تتوفر عليه في جسدها، وأن هذا الغشاء يفض دائما في أول لقاء جنسي بين الرجل والفتاة، كما أن النتيجة دائما بقع حمراء دموية، متناسين في ذلك كل المسببات الخارجية!! كما دعمت كل هذه الملاحظات بإحصائات سريعة وأمثلة واقعية شهدتها بنفسها.
ثم تصل نوال في كتابها للحديث عن الفتاة، وعن تلك الفروقات الهائلة بينها وبين شقيقها الذكر أو الرجل بصفة عامة، مشيرة في الوقت ذاته إلى ذلك التناقض الكبير الذي تعاني منه الفتاة وحدها، ففي الوقت الذي تُحذر فيه من الرجال وتخاف من الجنس تُشجع على أن تكون أداة للجنس فقط، وتتعلم كيف تكون جسداً فقط، وكيف تجعل هذا الجسد جميلاً من أجل الرجل لا غير. 

## ردود الفعل
كعادتها، فالكاتبة نوال السعداوي غالبا ما تثير ضجة كبيرة بعد إصدار كتبها، وذلك كونها جريئة فوق العادة، هذا بالإضافة إلى حديثها الكثير وانتقاداتها اللاذعة لكل من الجنس، والدين وكذلك السياسة. أما بعد إصدار كتابها هذا والمعنون تحت المرأة والجنس فقد واجه استياء كبيرا من طرف عامة الشعب المصري، والذي طالب بمنعه في العديد من المناسبات، كما أن معظم القراء استنكروا هذا العمل واصفين إياه بغير الأخلاقي، لكن وفي المقابل هناك قراء آخرون أحبوا هذا المؤلف، وأعربوا عن سعادتهم لما وجدوا فيه من نصائح وتوجيهات وحقائق عن موضوع حساس كهذا. 

## اقتباسات من الكتاب
- ❞الجهل لا يعني بالضرورة غياب المعلومات، فترويج المعلومات الخاطئة هو أشد أنواع الجهل، وقد يكون من الأفضل للإنسان أن يواجه الحياة بلا معلومات على الإطلاق، على أن يواجهها بمعلومات خاطئة تفسد فطرته وذكاءه الطبيعي❝
- ❞إن أعز ما تملكه ابنته هو أعز ما يملكه أي إنسان، وهو إرادته الحرة وصدقه مع نفسه ومشاركته في صنع حياة أفضل له و للمجتمع❝